# Ryūichi Kiyonari
Ryūichi Kiyonari (清成龍一?, Kiyonari Ryūichi; Kawagoe, 23 settembre 1982) è un pilota motociclistico giapponese, vincitore del campionato britannico Superbike nel 2006, 2007 e 2010.

## Carriera
La sua prima affermazione importante è stata la vittoria del titolo nazionale giapponese di velocità nella categoria Superstock 600 del 2002, mentre il suo esordio nel motomondiale - classe MotoGP avviene il 25 maggio 2003 in occasione del Gran Premio motociclistico di Francia sul circuito Bugatti di Le Mans, con la Honda RC211V del team Telefonica MoviStar Honda. Tale accadimento però è strettamente collegato ad un fatto spiacevole, infatti Kiyonari ha sostituito Daijirō Katō, deceduto il 20 aprile 2003 per una commozione cerebrale a seguito di un incidente avvenuto nel terzo giro del Gran Premio del Giappone sul circuito di Suzuka in occasione della prima prova del mondiale MotoGP.
Dal GP d'esordio fino al termine dell'annata partecipa a tutti i 13 Gran Premi previsti nel calendario, totalizzando 22 punti, piazzandosi in 20ª posizione nella classifica generale del mondiale con miglior risultato in gara l'undicesimo posto ottenuto in due occasioni, nel Gran Premio della Comunità Catalana sul Circuito omonimo e nel Gran Premio del Pacifico sul circuito di Motegi. Nel 2004 la Honda decide di non riconfermarlo nella massima serie del motomondiale e di farlo correre nel campionato Britannico di Superbike, dove all'esordio con la CBR 1000 RR si classifica sesto nella classifica generale con 234 punti e 2 vittorie, entrambe nel circuito di Donington Park, in occasione dell'ultima prova del campionato.
Nel 2005 vince 4 gare nei primi 2 round del campionato, ma s'infortuna alla caviglia sul circuito di Mallory Park in occasione della 3 manche, saltando tre gare. Rientra alla nona gara riuscendo a terminare secondo nel campionato, dopo un recupero nel quale, grazie a 10 vittorie, riesce a sopravanzare il compagno di squadra Michael Rutter, giunto terzo, ma non lo spagnolo Gregorio Lavilla, che con una Ducati 999 F04 si laurea campione britannico della categoria. Nel 2006 e 2007 vince il titolo britannico per due anni consecutivi.

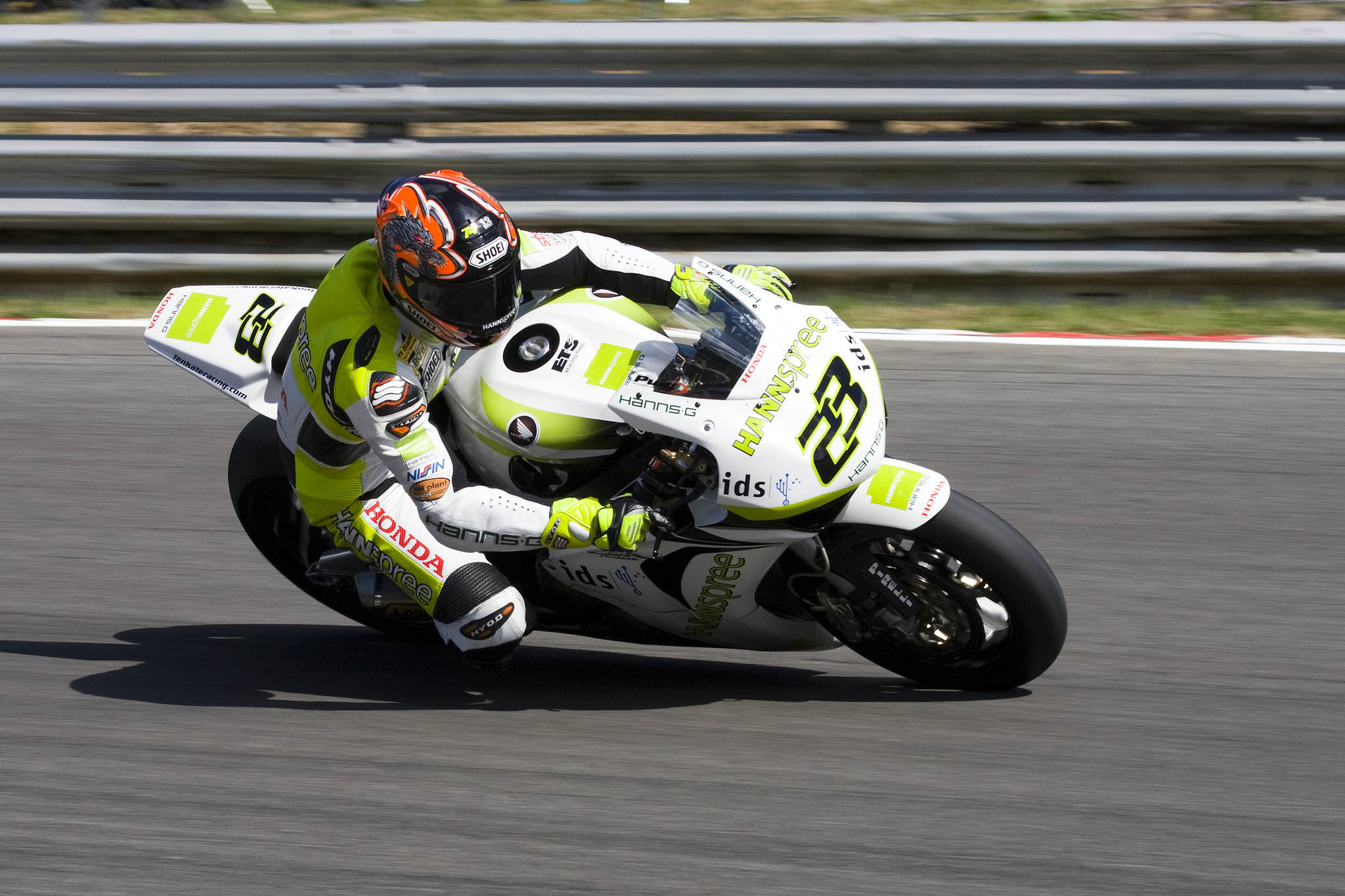
Kiyonari in sella alla Honda CBR1000RR del Team Ten Kate.

 Nel 2008 partecipa al campionato mondiale Superbike con il team Hannspree Ten Kate Honda sempre con una CBR1000RR, andando a sostituire il campione della categoria del 2007, il britannico James Toseland, passato in MotoGP con la Yamaha del team francese Tech 3. Nella sua stagione d'esordio nel mondiale superbike ottiene tre vittorie e quattro podi. Nel 2009 la Honda lo conferma con la stessa moto e team ma il giapponese cambia il numero di gara, prendendo il numero 9 al posto del 23. Come la maggioranza dei piloti professionisti giapponesi, sono diverse le sue partecipazioni alla 8 ore di Suzuka, gara valida per il campionato mondiale Endurance.
Nel 2011, da campione uscente, si classifica sesto nel British Superbike Championship. Il 31 luglio 2005, in coppia con Tōru Ukawa, vince la competizione in sella alla Honda CBR1000RRW del team Seven Star, realizzando 204 giri del circuito giapponese, precedendo l'altra coppia del team Seven Star Honda composta da Chris Vermeulen e Katsuaki Fujiwara, distaccandola di 3 giri. Nel 2006, sempre con il team Seven Star Honda ma stavolta in coppia con Makoto Tamada, si classifica in quinta posizione dopo aver percorso 213 giri del circuito in 8:04'02.272, facendo segnare un giro di distacco dalla coppia vincitrice, composta dal duo nipponico Takeshi Tsujimura - Shin'ichi Itō pure su Honda ma del team F.C.C.TSR ZIP-FM Racing. Nel 2007 in coppia con James Toseland partecipa, con il numero 11, in rappresentazione del team ufficiale HRC, ma dopo un'ora di gara si ritirano. Nello stesso anno ha partecipato, in coppia con Jonathan Rea, alla 300 km di Suzuka, ottenendo la vittoria finale. Nel 2019, dopo dieci anni di assenza, torna nel mondiale Superbike in veste di pilota titolare. Guida infatti, assieme a Leon Camier, la Honda CBR1000RR della neonata formazione Moriwaki Althea. Chiude la stagione al diciannovesimo posto in classifica piloti con ventiquattro punti ottenuti. Nelle annate successive torna a gareggiare in varie categorie del campionato giapponese.

## Risultati in gara

### Campionato mondiale Supersport
| 2003 | Moto  |  |  |   |  |  |  |  |  |  |  |  |  | Punti | Pos. |
| ---- | ----- |  |  | - |  |  |  |  |  |  |  |  |  | ----- | ---- |
| 2003 | Honda |  |  | 2 |  |  |  |  |  |  |  |  |  | 20    | 21º  |

| Legenda | 1º posto        | 2º posto            | 3º posto           | A punti      | Senza punti        | Grassetto – Pole position Corsivo – Giro più veloce |
| Legenda | Gara non valida | Non qual./Non part. | Ritirato/Non class | Squalificato | '-' Dato non disp. | Grassetto – Pole position Corsivo – Giro più veloce |

### Motomondiale
| 2003 | Classe | Moto  |  |  |  |    |    |    |    |    |    |    |    |    |    |    |    |    |  | Punti | Pos. |
| ---- | ------ | ----- |  |  |  | -- | -- | -- | -- | -- | -- | -- | -- | -- | -- | -- | -- | -- |  | ----- | ---- |
| 2003 | MotoGP | Honda |  |  |  | 13 | 13 | 11 | 17 | 14 | 18 | 15 | 16 | 15 | 11 | 21 | 19 | 14 |  | 22    | 20º  |

| 2005 | Classe | Moto  |  |  |  |  |  |  |  |  |  |  |  |  |  |  |  |  |    | Punti | Pos. |
| ---- | ------ | ----- |  |  |  |  |  |  |  |  |  |  |  |  |  |  |  |  | -- | ----- | ---- |
| 2005 | MotoGP | Honda |  |  |  |  |  |  |  |  |  |  |  |  |  |  |  |  | 12 | 4     | 25º  |

| Legenda | 1º posto        | 2º posto            | 3º posto            | A punti      | Senza punti        | Grassetto – Pole position Corsivo – Giro più veloce |
| Legenda | Gara non valida | Non qual./Non part. | Ritirato/Non class. | Squalificato | '-' Dato non disp. | Grassetto – Pole position Corsivo – Giro più veloce |

### Campionato mondiale Superbike
| 2008 | Moto  |    |    |   |   |     |   |   |     |   |   |    |   |    |    |    |    |   |   |   |   |     |   |     |    |  |  |   |    | Punti | Pos. |
| ---- | ----- | -- | -- | - | - | --- | - | - | --- | - | - | -- | - | -- | -- | -- | -- | - | - | - | - | --- | - | --- | -- |  |  | - | -- | ----- | ---- |
| 2008 | Honda | 22 | 19 | 9 | 6 | Rit | 4 | 7 | Rit | 6 | 3 | 10 | 7 | 12 | 11 | 14 | 13 | 5 | 6 | 1 | 1 | Rit | 1 | Rit | 13 |  |  | 8 | 11 | 206   | 9º   |

| 2009 | Moto  |     |    |   |   |    |   |    |     |   |   |    |    |   |   |     |    |    |   |    |    |    |   |   |    |     |    |    |    | Punti | Pos. |
| ---- | ----- | --- | -- | - | - | -- | - | -- | --- | - | - | -- | -- | - | - | --- | -- | -- | - | -- | -- | -- | - | - | -- | --- | -- | -- | -- | ----- | ---- |
| 2009 | Honda | Rit | 23 | 8 | 4 | 12 | 9 | 15 | Rit | 3 | 3 | 12 | 13 | 4 | 5 | Rit | 14 | 10 | 7 | 13 | 13 | 14 | 7 | 5 | 17 | Rit | NP | NP | NP | 141   | 11º  |

| 2010 | Moto  |  |  |  |  |  |  |  |  |  |  |  |  |  |  |  |  |  |  |    |    |  |  |  |  |  |  |  |  | Punti | Pos. |
| ---- | ----- |  |  |  |  |  |  |  |  |  |  |  |  |  |  |  |  |  |  | -- | -- |  |  |  |  |  |  |  |  | ----- | ---- |
| 2010 | Honda |  |  |  |  |  |  |  |  |  |  |  |  |  |  |  |  |  |  | 21 | 16 |  |  |  |  |  |  |  |  | 0     |      |

| 2019 | Moto  |    |    |    |     |     |    |    |    |    |    |    |     |    |    |    |    |    |    |    |    |    |    |     |    |    |    |    |    |    |    |    |    |    |    |    |    |    |    |    |  |  |  | Punti | Pos. |
| ---- | ----- | -- | -- | -- | --- | --- | -- | -- | -- | -- | -- | -- | --- | -- | -- | -- | -- | -- | -- | -- | -- | -- | -- | --- | -- | -- | -- | -- | -- | -- | -- | -- | -- | -- | -- | -- | -- | -- | -- | -- |  |  |  | ----- | ---- |
| 2019 | Honda | 16 | 14 | 15 | Rit | Rit | 12 | 14 | 13 | 14 | 15 | AN | Rit | 14 | 16 | AN | 17 | 17 | NC | 14 | 15 | 17 | 11 | Rit | 16 | 16 | 15 | 15 | 19 | 20 | 19 | 18 | 20 | 14 | NP | 18 | 17 | 14 | 16 | 18 |  |  |  | 24    | 19º  |

| Legenda | 1º posto        | 2º posto            | 3º posto           | A punti      | Senza punti        | Grassetto – Pole position Corsivo – Giro più veloce |
| Legenda | Gara non valida | Non qual./Non part. | Ritirato/Non class | Squalificato | '-' Dato non disp. | Grassetto – Pole position Corsivo – Giro più veloce |